# Hendrik Albertus Brouwer
Hendrik Albertus Brouwer (* 20. September 1886 in Medemblik; † 18. November 1973 in Bloemendaal) war ein niederländischer Geologe, Paläontologe, Petrologe und Mineraloge, Professor an der Universität Amsterdam. Er ist für Forschungen in Indonesien bekannt.

## Leben und Werk
Brouwer ist der Bruder des Mathematikers Luitzen Egbertus Jan Brouwer. Er wuchs in Haarlem auf und studierte an der TH Delft Bergbau bei Gustaaf Adolf Frederik Molengraaff sowie in Paris bei dem Mineralogen Antoine Lacroix. 1910 wurde er promoviert, wobei er dazu auch eine Forschungsreise nach Südafrika unternahm. Danach ging er zur Bergbaubehörde in Niederländisch-Indien (Dienst van Mijnbouw). 1911 nahm er an der Expedition von Molengraaff nach Timor teil. Er kartierte und sammelte unter anderem in Timor, Sumatra und den Molukken, bevor er 1917 in die Niederlande zurückkehrte und Professor für Historische Geologie und Paläontologie an der TH Delft wurde. Ab 1928 war er Professor für Geologie und Petrologie an der Universität Amsterdam als Nachfolger von Eugène Dubois. 1956 emeritierte er.
Brouwer befasste sich mit Tektonik und Petrologie und der Verbindung beider Disziplinen. Er  organisierte zwei Expeditionen der Universität Amsterdam nach Indonesien, 1929 nach Celebes und 1937 unter anderem nach Timor. In Europa forschte er unter anderem in Lappland, Südspanien (Betische Kordillere) und Korsika.
Seit 1922 war er Mitglied der Königlich Niederländischen Akademie der Wissenschaften. 1956 erhielt er die Gustav-Steinmann-Medaille in Würdigung der überragenden Verdienste, die er sich um die Geologie Indonesiens und um die petrologisch-tektonische Forschung erworben hat.
Zu seinen Schülern gehören Reinout Willem van Bemmelen, der sich ebenfalls mit der Geologie Indonesiens befasste und Professor in Utrecht war, und Willem Paul de Roever, Professor in Leiden.

## Schriften
- Geologische overzichtskaart van den Nederlandsch-oost-indischen archipel, Batavia 1917
- Geologische onderzoekingen op de Sangi-Eilanden en op de eilanden Ternate en Pisang, ’s-Gravenhage 1921
- The geology of the Netherlands East Indies: lectures delivered as exchange-professor at the University of Michigan in 1921-1922, University of Michigan Studies, Band 3, MacMillan 1925
- Vulkanen, Den Haag 1946
- Geological expedition of the university of Amsterdam to the Lesser Sunda islands in the south eastern part of the Netherlands East Indies 1937, 4 Bände, Amsterdam 1940–42
- mit C. G. Egeler: The glaucophane facies metamorphism in the schistes lustrés nappe of Corsica, North Holland 1952